# إدوين بي. كيلسي
إدوين بي. كيلسي هو شخصية أعمال ومحامي وسياسي أمريكي، ولد في 13 مايو 1826، وتوفي في 2 فبراير 1861. انتخب عضو جمعية ولاية ويسكونسن ‏ وانتخب عضو مجلس ولاية ويسكونسن ‏.